# Zwitsers voetbalelftal in 2008
Het Zwitsers voetbalelftal speelde dertien officiële interlands in het jaar 2008, waaronder drie duels bij het EK voetbal 2008 in eigen land. Bondscoach Köbi Kuhn zwaaide af na dat toernooi en werd opgevolgd door de Duitser Ottmar Hitzfeld. Op de in 1993 geïntroduceerde FIFA-wereldranglijst steeg Zwitserland in 2008 van de 44ste (januari 2008) naar de 24ste plaats (december 2008).

## Balans
| Wedstrijden | Wedstrijden | Wedstrijden | Wedstrijden | Doelpunten | Doelpunten | Doelpunten | Punten |
| Gespeeld    | Winst       | Gelijk      | Verlies     | Voor       | Tegen      | Saldo      | Punten |
| ----------- | ----------- | ----------- | ----------- | ---------- | ---------- | ---------- | ------ |
| 13          | 7           | 1           | 5           | 21         | 16         | +5         | 1.154  |

## Interlands
|                                                                 |                                              |       |                   |                                                                                |
| 6 februari Vriendschappelijk № 678 «onderlinge duels» 20:00 uur | Engeland                                     | 2 – 1 | Zwitserland       | Wembley Stadium, Londen Toeschouwers: 86.857 Scheidsrechter: Felix Brych (GER) |
| 6 februari Vriendschappelijk № 678 «onderlinge duels» 20:00 uur | Jermaine Jenas 40' Shaun Wright-Phillips 62' |       | 58' Eren Derdiyok | Wembley Stadium, Londen Toeschouwers: 86.857 Scheidsrechter: Felix Brych (GER) |

|                                                               |             |                                                                       |           |                                                                                 |
| 26 maart Vriendschappelijk № 679 «onderlinge duels» 20:45 uur | Zwitserland | 0 – 4                                                                 | Duitsland | St. Jakob-Park, Bazel Toeschouwers: 38.500 Scheidsrechter: Eric Braamhaar (NED) |
| 26 maart Vriendschappelijk № 679 «onderlinge duels» 20:45 uur |             | 23' Miroslav Klose 61' Mario Gómez 67' Mario Gómez 89' Lukas Podolski |           | St. Jakob-Park, Bazel Toeschouwers: 38.500 Scheidsrechter: Eric Braamhaar (NED) |

|                                                             |                                      |       |           |                                                                                            |
| 24 mei Vriendschappelijk № 680 «onderlinge duels» 18:00 uur | Zwitserland                          | 2 – 0 | Slowakije | Stadio Comunale di Cornaredo, Lugano Toeschouwers: 10.150 Scheidsrechter: Alan Kelly (IRL) |
| 24 mei Vriendschappelijk № 680 «onderlinge duels» 18:00 uur | Valon Behrami 56' Alexander Frei 63' |       |           | Stadio Comunale di Cornaredo, Lugano Toeschouwers: 10.150 Scheidsrechter: Alan Kelly (IRL) |

|                                                             |                                                            |       |               |                                                                                  |
| 30 mei Vriendschappelijk № 681 «onderlinge duels» 20:30 uur | Zwitserland                                                | 3 – 0 | Liechtenstein | AFG Arena, Sankt Gallen Toeschouwers: 18.000 Scheidsrechter: Olivier Thual (FRA) |
| 30 mei Vriendschappelijk № 681 «onderlinge duels» 20:30 uur | Alexander Frei 24' Alexander Frei 31' Johan Vonlanthen 68' |       |               | AFG Arena, Sankt Gallen Toeschouwers: 18.000 Scheidsrechter: Olivier Thual (FRA) |

| EK voetbal 2008 |
| --------------- |

|                                                             |             |                    |          |                                                                                  |
| 7 juni Euro 2008 Groep A № 682 «onderlinge duels» 18:00 uur | Zwitserland | 0 – 1              | Tsjechië | St. Jakob-Park, Bazel Toeschouwers: 39.730 Scheidsrechter: Roberto Rosetti (ITA) |
| 7 juni Euro 2008 Groep A № 682 «onderlinge duels» 18:00 uur |             | 71' Václav Svěrkoš |          | St. Jakob-Park, Bazel Toeschouwers: 39.730 Scheidsrechter: Roberto Rosetti (ITA) |

|                                                              |                 |       |                                                    |                                                                               |
| 11 juni Euro 2008 Groep A № 683 «onderlinge duels» 20:45 uur | Zwitserland     | 1 – 2 | Turkije                                            | St. Jakob-Park, Bazel Toeschouwers: 39.730 Scheidsrechter: Ľuboš Micheľ (SVK) |
| 11 juni Euro 2008 Groep A № 683 «onderlinge duels» 20:45 uur | Hakan Yakin 32' |       | 57' Semih Şentürk 67' Mario Gómez 90+2' Arda Turan | St. Jakob-Park, Bazel Toeschouwers: 39.730 Scheidsrechter: Ľuboš Micheľ (SVK) |

|                                                              |                                        |       |          |                                                                                |
| 15 juni Euro 2008 Groep A № 684 «onderlinge duels» 20:45 uur | Zwitserland                            | 2 – 0 | Portugal | St. Jakob-Park, Bazel Toeschouwers: 39.730 Scheidsrechter: Konrad Plautz (AUT) |
| 15 juni Euro 2008 Groep A № 684 «onderlinge duels» 20:45 uur | Hakan Yakin 71' Hakan Yakin 83' (pen.) |       |          | St. Jakob-Park, Bazel Toeschouwers: 39.730 Scheidsrechter: Konrad Plautz (AUT) |

|  |  |  |  |  |  |  |  |  |

|                                                                  |                                                                        |       |                           |                                                                                 |
| 20 augustus Vriendschappelijk № 685 «onderlinge duels» 20:45 uur | Zwitserland                                                            | 4 – 1 | Cyprus                    | Stade de Genève, Lancy Toeschouwers: 14.500 Scheidsrechter: Darko Čeferin (SLO) |
| 20 augustus Vriendschappelijk № 685 «onderlinge duels» 20:45 uur | Valentin Stocker 8' Hakan Yakin 26' Alain Nef 72' Johan Vonlanthen 81' |       | 34' Konstantinos Makridis | Stade de Genève, Lancy Toeschouwers: 14.500 Scheidsrechter: Darko Čeferin (SLO) |

|                                                                |                                    |       |                                  |                                                                                        |
| 6 september WK-kwalificatie № 686 «onderlinge duels» 19:55 uur | Israël                             | 2 – 2 | Zwitserland                      | Ramat Gan Stadion, Ramat Gan Toeschouwers: 31.236 Scheidsrechter: Martin Hansson (SWE) |
| 6 september WK-kwalificatie № 686 «onderlinge duels» 19:55 uur | Yossi Benayoun 73' Ben Sahar 90+2' |       | 45' Hakan Yakin 55' Blaise Nkufo | Ramat Gan Stadion, Ramat Gan Toeschouwers: 31.236 Scheidsrechter: Martin Hansson (SWE) |

|                                                                 |                  |       |                                       |                                                                               |
| 10 september WK-kwalificatie № 687 «onderlinge duels» 20:30 uur | Zwitserland      | 1 – 2 | Luxemburg                             | Letzigrund, Zürich Toeschouwers: 20.500 Scheidsrechter: Dejan Filipovic (SRB) |
| 10 september WK-kwalificatie № 687 «onderlinge duels» 20:30 uur | Blaise Nkufo 43' |       | 27' Jeff Strasser 87' Alphonse Leweck | Letzigrund, Zürich Toeschouwers: 20.500 Scheidsrechter: Dejan Filipovic (SRB) |

|                                                               |                                     |       |                    |                                                                                    |
| 11 oktober WK-kwalificatie № 688 «onderlinge duels» 16:45 uur | Zwitserland                         | 2 – 1 | Letland            | AFG Arena, Sankt Gallen Toeschouwers: 18.026 Scheidsrechter: Lucílio Batista (POR) |
| 11 oktober WK-kwalificatie № 688 «onderlinge duels» 16:45 uur | Alexander Frei 63' Blaise Nkufo 73' |       | 71' Deniss Ivanovs | AFG Arena, Sankt Gallen Toeschouwers: 18.026 Scheidsrechter: Lucílio Batista (POR) |

|                                                               |                        |       |                                            |                                                                                              |
| 15 oktober WK-kwalificatie № 689 «onderlinge duels» 20:30 uur | Griekenland            | 1 – 2 | Zwitserland                                | Georgios Karaiskákis Stadion, Piraeus Toeschouwers: 28.810 Scheidsrechter: Luis Medina (ESP) |
| 15 oktober WK-kwalificatie № 689 «onderlinge duels» 20:30 uur | Angelos Charisteas 68' |       | 42' (pen.) Alexander Frei 77' Blaise Nkufo | Georgios Karaiskákis Stadion, Piraeus Toeschouwers: 28.810 Scheidsrechter: Luis Medina (ESP) |

|                                                                  |                  |       |         |                                                                                      |
| 19 november Vriendschappelijk № 690 «onderlinge duels» 20:30 uur | Zwitserland      | 1 – 0 | Finland | AFG Arena, Sankt Gallen Toeschouwers: 11.500 Scheidsrechter: Aleksej Koelbakov (BLR) |
| 19 november Vriendschappelijk № 690 «onderlinge duels» 20:30 uur | Reto Ziegler 85' |       |         | AFG Arena, Sankt Gallen Toeschouwers: 11.500 Scheidsrechter: Aleksej Koelbakov (BLR) |

## FIFA-wereldranglijst
| JAN | FEB | MAR | APR | MEI | JUN | JUL | AUG | SEP | OKT | NOV | DEC |
| --- | --- | --- | --- | --- | --- | --- | --- | --- | --- | --- | --- |
| 44  | 41  | 40  | 46  | 48  | 44  | 45  | 44  | 43  | 45  | 27  | 24  |

## Statistieken
| Diego Benaglio       | 1983-09-08 | VfL Wolfsburg       | 10 | 0 | 0 | 18 | 0  |
| Eldin Jakupović      | 1984-10-02 | Grasshopper Club    | 1  | 0 | 0 | 1  | 0  |
| Marco Wölfli         | 1982-08-22 | BSC Young Boys      | 1  | 0 | 0 | 1  | 0  |
| Pascal Zuberbühler   | 1971-01-08 | Fulham              | 1  | 0 | 0 | 51 | 0  |
| Verdediging          |            |                     |    |   |   |    |    |
| Stephan Lichtsteiner | 1984-01-16 | Lazio Roma          | 11 | 0 | 0 |    |    |
| Ludovic Magnin       | 1979-04-20 | VfB Stuttgart       | 8  | 0 | 0 | 56 | 3  |
| Philippe Senderos    | 1985-02-14 | AC Milan            | 7  | 0 | 0 |    |    |
| Stéphane Grichting   | 1979-03-30 | AJ Auxerre          | 6  | 4 | 0 | 25 | 0  |
| Johan Djourou        | 1987-01-18 | Arsenal             | 5  | 1 | 0 |    |    |
| Patrick Müller       | 1976-12-17 | AS Monaco           | 5  | 0 | 0 | 81 | 3  |
| Christoph Spycher    | 1978-03-30 | Eintracht Frankfurt | 4  | 3 | 0 |    |    |
| Mario Eggimann       | 1981-01-24 | Hannover 96         | 3  | 2 | 0 |    |    |
| Alain Nef            | 1982-02-06 | Recreativo Huelva   | 2  | 0 | 1 | 2  | 1  |
| Reto Ziegler         | 1986-01-16 | Sampdoria           | 1  | 0 | 1 |    |    |
| Philipp Degen        | 1983-02-15 | Liverpool           | 0  | 1 | 0 |    |    |
| Steve von Bergen     | 1983-06-10 | Hertha BSC          | 0  | 1 | 0 |    |    |
| Middenveld           |            |                     |    |   |   |    |    |
| Gökhan İnler         | 1984-06-27 | Udinese             | 13 | 0 | 0 |    |    |
| Valon Behrami        | 1985-04-19 | West Ham United     | 10 | 2 | 1 |    |    |
| Tranquillo Barnetta  | 1985-05-22 | Bayer 04 Leverkusen | 9  | 1 | 0 |    |    |
| Gelson Fernandes     | 1986-09-02 | Manchester City     | 8  | 3 | 0 |    |    |
| Hakan Yakın          | 1977-02-22 | Al-Gharafa          | 6  | 7 | 5 |    |    |
| Benjamin Huggel      | 1977-07-07 | FC Basel            | 4  | 3 | 0 |    |    |
| Valentin Stocker     | 1989-04-12 | FC Basel            | 2  | 1 | 1 | 3  | 1  |
| Blerim Džemaili      | 1986-04-12 | Torino              | 1  | 0 | 0 |    |    |
| Almen Abdi           | 1986-10-21 | FC Zürich           | 0  | 4 | 0 | 4  | 0  |
| Ricardo Cabanas      | 1979-01-17 | Grasshopper Club    | 0  | 3 | 0 |    |    |
| Sandro Burki         | 1985-09-16 | FC Aarau            | 0  | 1 | 0 | 1  | 0  |
| Xavier Margairaz     | 1984-01-07 | FC Zürich           | 0  | 1 | 0 |    |    |
| Aanval               |            |                     |    |   |   |    |    |
| Alexander Frei       | 1979-07-15 | Borussia Dortmund   | 8  | 0 | 5 | 64 | 37 |
| Blaise Nkufo         | 1975-05-25 | FC Twente           | 7  | 1 | 4 |    |    |
| Johan Vonlanthen     | 1986-02-01 | Red Bull Salzburg   | 3  | 7 | 2 |    |    |
| Eren Derdiyok        | 1988-06-12 | FC Basel            | 3  | 6 | 1 |    |    |
| Marco Streller       | 1981-06-18 | FC Basel            | 3  | 0 | 0 |    |    |
| Daniel Gygax         | 1981-08-28 | 1. FC Nürnberg      | 1  | 4 | 0 | 35 | 5  |
| Mauro Lustrinelli    | 1976-02-26 | AC Bellinzona       | 0  | 1 | 0 |    |    |